# Caucus Hispano del Congreso

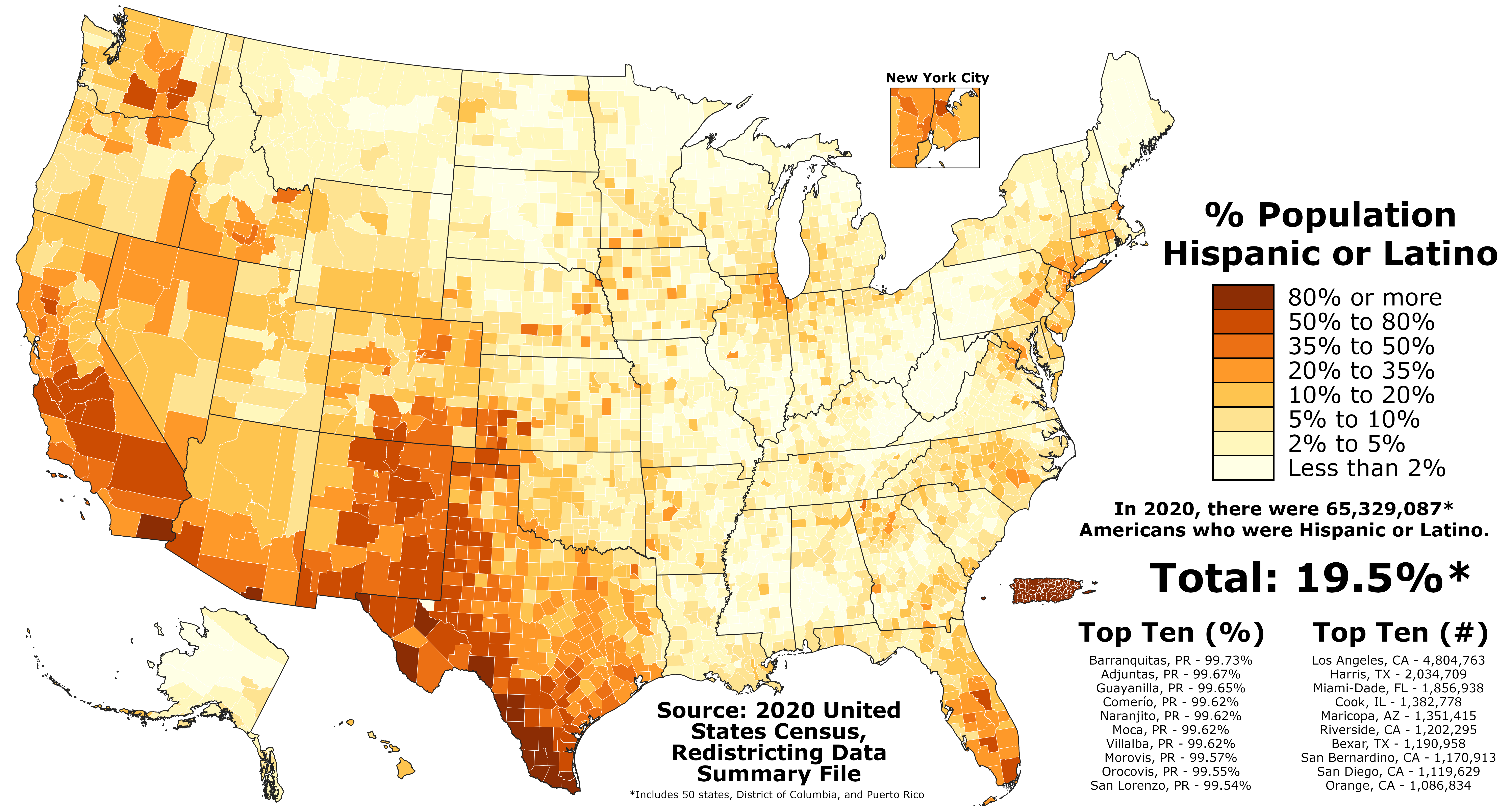
Proporción de hispanos y latinoamericanos en cada condado de los cincuenta estados, el Distrito de Columbia y Puerto Rico según el Censo de los Estados Unidos de 2020.

## El Caucus Hispano
El Caucus Hispano del Congreso (CHC) está compuesto por 30 miembros del Partido Demócrata de ascendencia hispana pertenecientes al Congreso de Estados Unidos. Se dedica a asesorar y dar voz en el proceso legislativo a temas que afectan a hispanos y latinos en Estados Unidos y Puerto Rico. El CHC se fundó en diciembre de 1976 como un órgano legislativo de la Cámara de Representantes de Estados Unidos. En la actualidad, posee el estatus de organización Miembro del Congreso, que se rige por la normativa de La Cámara de Representantes.
El Caucus Hispano tiene como objetivo tratar temas de carácter nacional e internacional que tienen una repercusión directa en la comunidad hispana. Funciona como foro para que los hispanos y el resto de miembros del Congreso trabajen colectivamente para cumplir los objetivos legislativos. Además de cubrir acciones legislativas, el CHC supervisa también asuntos del Ejecutivo y el Judicial.
Las prioridades legislativas del CHC engloban todos los aspectos que tienen un impacto directo en las comunidades latinas e hispanas. Con el fin de abordar estos temas tan diversos, los miembros trabajan en pequeños grupos especializados en la legislación de cada área. En la actualidad, el CHC está compuesto únicamente por Demócratas, aunque ha sido una organización bipartidista desde su fundación. Los miembros Republicanos dimitieron a finales de los noventa por diferencias políticas y, en 2003 formaron su propio grupo: la Conferencia Hispana del Congreso. Los senadores Bob Mendez, un cubano-americano Demócrata de Nueva Jersey y Catherine Cortez Masto, una mexicoamericana de Nevada son actualmente los únicos miembros del CHC del Senado.

## Historia
En 1976, el Caucus Hispano fue fundado por cinco congresistas hispanos: Herman Badillo (Nueva York), Baltasar Corrada del Río (Puerto Rico), Kika de la Garza (Texas), Henry B. González (Texas) y Edward Roybal (California), para actuar como órgano que supervisara las acciones legislativas, a la vez que ejecutivas y judiciales, para asegurar que las necesidades de los hispanos estaban siendo cubiertas. Fue organizado por Raquel Marquez Frankel, quien creció en Silver City y Albuquerque, Nuevo México, y se convirtió en 1947 en la primera mujer latina en asistir a la Escuela de Derecho de la Universidad de Nuevo México. Su propósito era trabajar en colaboración con otros grupos, tanto fuera como dentro del Congreso, consolidar el compromiso del gobierno federal con los hispanos e intensificar la conciencia de la comunidad hispana sobre las operaciones y funciones del sistema político estadounidense.

## El Instituto del Caucus Hispano del Congreso
En octubre de 1981, la Comisión Administrativa de la Cámara redactó nuevas normas estipulando que las actividades de recaudación de fondos se harían al margen de todas las instalaciones gubernamentales. Los miembros del CHC decidieron mantener un plan de apoyo legislativo en Capitol Hill (Washington), y trasladar la organización sin ánimo de lucro hoy conocida como el “Congressional Hispanic Caucus Institute, Inc.” a un nuevo emplazamiento.